# Eglantyne Louisa Jebb
Eglantyne Louisa Jebb (* 1845 oder 1846 in Dublin; † 6. November 1925 in Sussex) war eine anglo-irische Sozialreformerin und Anhängerin der Arts-and-Crafts-Bewegung. 1884 gründete sie die Home Arts and Industries Association mit Hauptsitz in London, um das Handwerk des Landes wiederzubeleben und Armut zu bekämpfen.

## Leben
Eglantyne Louisa Jebb wurde 1845 oder 1846 als die Tochter von Emily Harriet und Robert Jebb geboren. Sie studierte zunächst Kunst und Poesie und heiratete dann in England 1871 ihren Cousin Arthur Trevor Jebb, mit dem sie 1972 ihr erstes Kind Emily bekam. Darauf folgten Louisa, Richard im Jahre 1874, Eglantyne 1876, Arthur 1879 und Dorothy 1881. 1884 gründete Jebb die Cottage Arts Association, wie die Home Arts and Industries Association zunächst hieß, bevor sie 1885 umbenannt wurde. Jebb starb am 6. November 1925 in Sussex, England.

## Home Arts and Industries Association
Die Home Arts and Industries Association war Teil der Arts and Crafts Bewegung in Großbritannien. Sie wurde 1884 von Eglantyne Louisa Jebb in Shropshire gegründet. Die Organisation stellte ein Netzwerk auf, das Handwerkskurse anbot, um ein ästhetisches Qualitätsbewusstsein für breite Bevölkerungsschichten zu stärken. Zudem wollte der Verband die Lebensumstände insbesondere für arme Menschen verbessern. Trotzdem war die Home Arts and Industries Association abhängig von Geldspenden der Aristokratie, sowie vorhergegangene Organisationen auch. Eglantyne zählt dazu zum Beispiel die Herzogin von Westminster, die Markgräfin von Waterford und die Gräfin Brownlow. Durch diese Spenden wurden nicht nur Schulen, sondern auch Ausstellungen für die handgefertigten Artikel finanziert, die meistens in den Anwesen der Sponsoren stattfanden. Diese Ausstellungen wurden zu sozialen Events für Konsumenten, die ihre Zugehörigkeit zu den politisch belagerten Rändern von Großbritannien zeigten. Bis 1887 leitete sie die Organisation, bis gesundheitliche Gründe sie zur Niederlegung ihrer aktiven Teilnahme zwangen.